# Bataille de Québec (1690)
Pour les articles homonymes, voir Bataille de Québec.
Batailles
Baie d'Hudson
- Baie d’Hudson (1686)
- Fort Albany (1688)
- Fort Albany (1693)
- York Factory (1694)
- Baie d'Hudson (1697)

Québec et New York
- Lachine
- Schenectady
- Québec
- La Prairie
- Vallée Mohawk

Nouvelle-Angleterre, Acadie et Terre-Neuve
- Dover
- Pemaquid (1er)
- Salmon Falls
- Port Royal
- Fort Loyal
- Chedabucto
- York
- Wells
- Oyster River
- Baie de Fundy
- Pemaquid (2e)
- Chignectou
- Fort Nashwaak
- Terre-Neuve
- Haverhill

La bataille de Québec est un affrontement important entre Français et Anglais au Canada. Elle intervient le 16 octobre 1690 pendant la guerre de la Ligue d'Augsbourg en Europe (où se produisent les affrontements principaux) et la première guerre intercoloniale en Amérique du Nord (où le conflit européen vient se prolonger). 
Les Britanniques, avec l'aide de la milice coloniale américaine, remontent le fleuve Saint-Laurent et tentent de prendre la ville de Québec mais leur tentative se solde par un échec. 

## Le contexte général et les premiers mois de guerre (1688 – 1690)

### La guerre en Europe et les plans français
En 1688, une nouvelle guerre éclate en Europe. Elle met aux prises la France à la presque totalité de ses voisins. Sur le plan naval et colonial, la Marine de Louis XIV doit affronter ses rivales anglaises et hollandaises coalisées, bientôt rejointes par celle des Espagnols. L’enjeu essentiel, cependant, se trouve dans la Manche. C’est là que se concentrent les grandes escadres en vue d’un débarquement dans les îles britanniques (côté Français) ou pour tenter de s’y opposer (côté Anglais).
Au Canada, le gouverneur Denonville décide d’envoyer en France un émissaire pour demander des renforts de troupes et de vivres et proposer un plan pour mettre le pays à l’abri des injures anglaises. Cet envoyé, Louis Hector de Callière est l’auteur du plan proposé. Frère d’un secrétaire particulier du roi, il peut espérer trouver chez le souverain une oreille attentive. Son projet consiste à s’emparer de la colonie d’York et de ses deux principales places, New York et Albany, qui sont très mal défendues. La réussite de ce plan donnerait alors, par la vallée de l’Hudson, une voie d’accès direct au cœur du Canada et une tête de pont sur la mer libre des glaces toute l’année (contrairement au Saint-Laurent). 
Louis XIV se laisse convaincre et en confie l’exécution au comte de Frontenac, qui part remplacer Denonville au poste de gouverneur. Mais les moyens accordés sont dérisoires : une frégate de 28 canons, l’Embuscade et une flûte de 20, le Fourgon, armés à Rochefort. Après avoir déposé Frontenac à Québec, les deux bâtiments s’en vont patrouiller devant New York pour intimider la ville et interdire son ravitaillement par la mer pendant que les milices de Callières, le gouverneur de Montréal, doivent marcher contre elle. Mais la dégradation de la situation fait tomber ce plan à l’eau.

### Les raids respectifs (été 1689 - hiver 1690)
Lorsqu’il arrive au Canada au mois d’octobre 1689, Frontenac trouve la colonie en grand émoi et sous le choc du massacre de Lachine survenu le 5 août précédent. Une troupe de 1 500 Iroquois s’est emparé de ce petit village situé au sud-ouest de l’île de Montréal. Quelques dizaines d’habitants ont été torturés ou massacrés, quelques dizaines d’autres emmenés en captivité. L’heure n’est plus aux plans d’attaque contre New York, mais à se prémunir contre le retour de la terreur iroquoise telle qu’elle avait sévi dans les années 1658-1660. Du reste, la saison est trop avancée pour rassembler les troupes et le matériel. L’Embuscade et le Fourgon ont épuisé leurs vivres et quittent les parages de New York au mois de novembre après avoir attendu en vain l’arrivée des troupes françaises. 

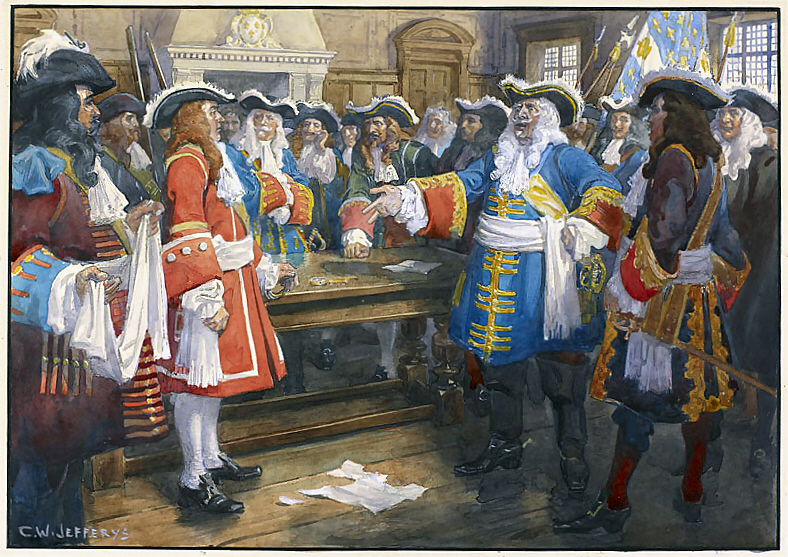
Frontenac repoussant l'offre de reddition de l'émissaire de William Phips : « Non, je n'ai point de réponse à faire à votre général que par la bouche de mes canons et à coups de fusil ».

Les renseignements montrent que les Iroquois veulent repasser à l’attaque. Joints aux Loups et aux Anglais, ils projettent d’attaquer Montréal au printemps 1690, de passer aux Trois-Rivières et de marcher sur Québec où ils feront leur jonction avec une escadre anglaise. Frontenac est âgé (il a plus de 70 ans), mais c’est un chef déterminé et offensif. Pendant l’hiver, il met sur pied plusieurs raids en direction de la Nouvelle Angleterre car il sait que derrière les Iroquois, c’est là où se trouve l’adversaire principal. Le premier, parti en janvier 1690 de Montréal, prend et ravage Corlaer près d’Albany. Le second, parti des Trois-Rivières, fait subir en mars le même sort à Salmon Falls dans le New Hampshire. Le dernier, parti de Québec, saccage en mai Fort Loyal et Portland, dans le Maine. Ces attaques, menées par une poignée de miliciens et d’alliés autochtones, font plusieurs centaines de morts, quelques dizaines de prisonniers, sèment la panique dans les colonies anglaises puis suscitent une vigoureuse réaction.

### La chute de Port-Royal et la préparation de l'offensive contre le Canada (printemps-été 1690)

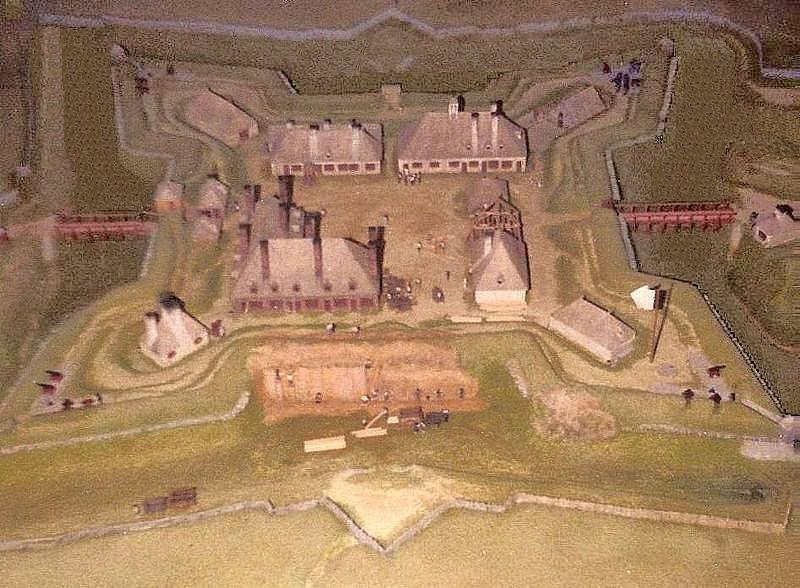
Port-Royal, la capitale de l'Acadie, est prise en mai 1690 par les miliciens de Nouvelle Angleterre. Ce succès les pousse à attaquer Montréal et Québec la même année.

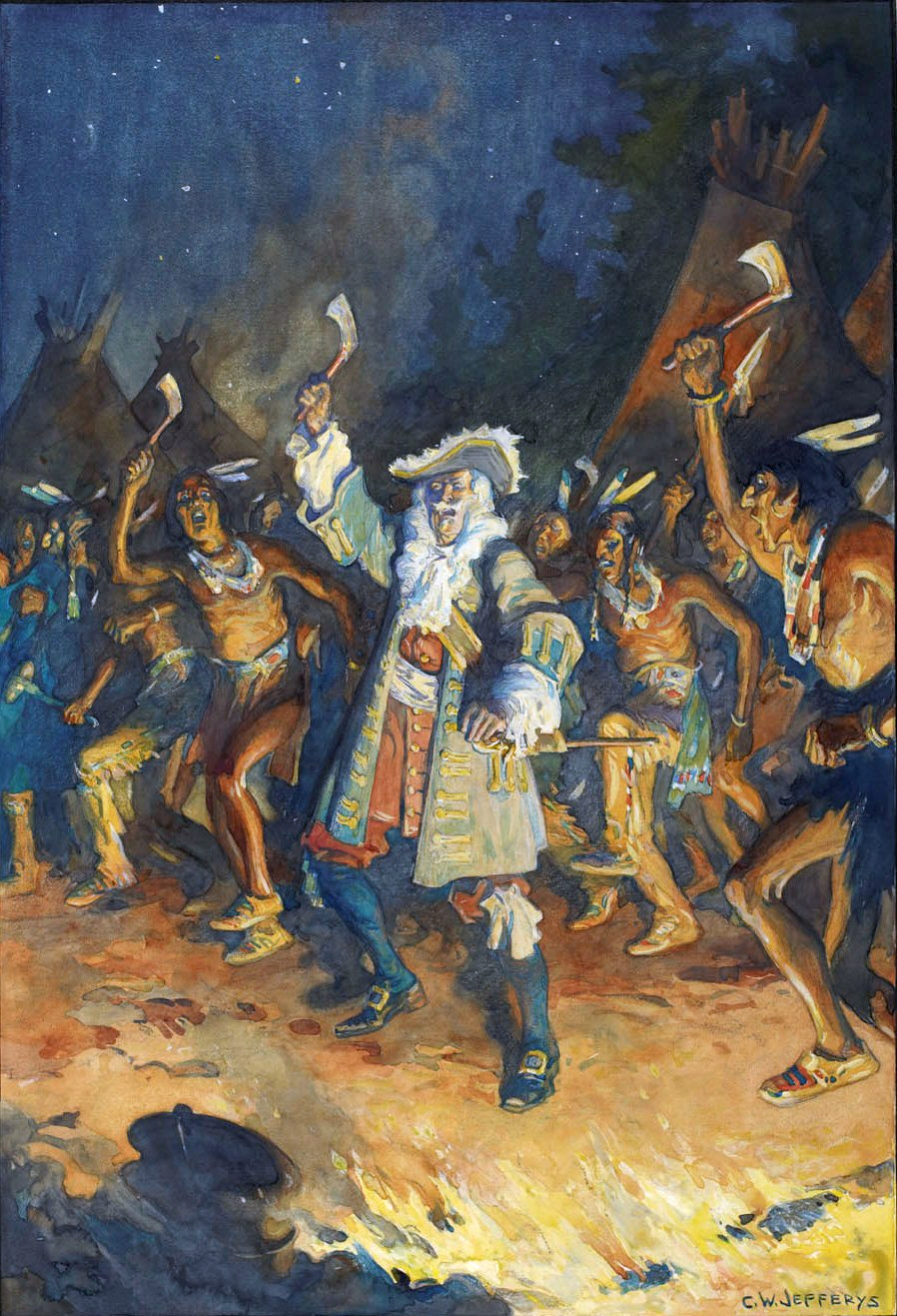
Frontenac dansant la guerre avec les alliés autochtones pendant l'été 1690. Le maintien de cette alliance est vital pour faire face à la menace anglaise sans le secours de la France.

Avant même que le troisième raid français n’arrive à son terme, les autorités de Nouvelle Angleterre décident que les représailles seront portées contre l’Acadie. L’expédition est confiée au major général Sir William Phips qui appareille de Boston le 28 avril avec sept vaisseaux montés par un peu plus de 220 marins et 440 miliciens. Le 9 mai, il est devant Port-Royal, la capitale de l’Acadie. La place, qui n’est défendue que par 60  à   70 hommes capitule presque immédiatement. Le fort de Chedabouctou, défendu par 14 hommes tombe aussi, de même que celui de Pentagouët. L’expédition se teinte aussi d’un aspect religieux. Les colons de Nouvelle Angleterre, fervents protestants, détestent les « papistes » (catholiques) de la Nouvelle France. En plus de détruire le fort de Port-Royal, Phips laisse ses hommes saccager les églises sous prétexte que les conditions de la capitulation n’ont pas été totalement respectées par les Français. Rentré à Boston après avoir forcé les populations à jurer fidélité au roi d’Angleterre et avec les garnisons françaises retenues prisonnières, Phips y est accueilli en héros. 
Ce succès détermine le gouvernement du Massachusetts à organiser une expédition de plus grande envergure. L’idée est de prendre en tenaille le Canada (Nouvelle-France) par une attaque terrestre et navale. Une colonne de fantassins, aidée par les Iroquois, est chargée de remonter le fleuve Hudson, de longer le lac Champlain et d’attaquer Montréal. Elle est confiée au commandant John Schuyler alors que Phips prend la tête de la flotte qui doit se porter contre Québec en remontant le Saint-Laurent. L’Angleterre, qui fait face depuis l’année précédente à un risque de débarquement français n’a envoyé aucune armée en renfort ni secours financier ou aide matérielle. Ce sont donc les troupes et milices coloniales (en), au nombre de 2 300 hommes à peu près, qui embarquent sur les trente-quatre bâtiments qui se rassemblent à Boston pendant l’été. L’expédition est financée par des actions dont il est prévu qu’elles seront remboursées avec le butin une fois la ville prise. Le 19 ou 20 août, enfin prête, l’escadre appareille. 
Côté français, Frontenac négocie début septembre à Montréal avec les Hurons, Outaouais, Nipissings et autres, le maintien d’une alliance, vitale face aux Iroquois et aux Anglais. On parle aussi trafic des fourrures et on fête le succès de ces discussions diplomatico-commerciales. Pourtant, la situation de Frontenac est précaire. Pendant l’été, Versailles lui a fait savoir que « les affaires considérables que Sa Majesté a à soutenir, ne lui permettent pas d’envoyer au Canada de nouveaux secours de troupes ». Aucune force navale n’est mobilisable en Nouvelle France pour faire face à celle que la Nouvelle Angleterre a été capable d’organiser. Le 7 octobre, alors qu’il se trouve encore à Montréal, Frontenac reçoit la nouvelle, portée par un Abénaquis, que la flotte ennemie est dans le Saint-Laurent. Heureusement pour lui, elle progresse très lentement, dans des eaux difficiles qu’elle connait très mal. Le 16 octobre, après deux mois de navigation, elle est enfin en vue de Québec. Entretemps, l'attaque terrestre est arrivée aux portes de Montréal cinq semaines plus tôt.

## L’échec de l’attaque de Montréal (août – septembre)
L’attaque de Montréal a pour objectif de fixer les forces françaises pour faciliter le succès de la flotte chargée d’attaquer Québec. La colonne de miliciens qui part d’Albany sous le commandement de Pieter Schuyler compte moins de 1 000 hommes mais est renforcée par un nombre indéterminé de guerriers iroquois. À vol d’oiseau, Montréal est à plus de 250 km, et bien plus lorsqu’il faut suivre les méandres de l’Hudson ou des sentiers escarpés dans les bois. La progression, qui n’est pas facile, se fait en alternant la marche à pied et le canoë. Elle imite en cela la tactique française de la petite guerre qui consiste à pénétrer profondément en territoire ennemi pour mener des attaques surprises ou des embuscades en évitant les grandes batailles rangées. 
Mais la colonne se délite peu à peu, en raison du manque d’approvisionnement, de la discorde entre les chefs et d'un moral peu élevé. Plus grave, une épidémie de variole se déclare, frappant tout particulièrement les Iroquois qui n’ont pas développé la même immunité contre ce mal venu d’Europe que les colons de la Nouvelle Angleterre. Une centaine en meurent : « ils étoient si effrayés de cette mortalité qu’ils se brouillèrent avec les Anglois qu’ils ne voyaient pas mourir comme leurs camarades ». Schuyler réussit tout de même à franchir le lac Champlain et à attaquer les populations du sud de Montréal. Une cinquantaine de personnes sont tuées au milieu de leurs récoltes (ce qui constitue une lourde perte au vu du fragile peuplement de la colonie française). Trop faible cependant pour s’aventurer face à la garnison de la ville, Schuyler ordonne presque aussitôt la retraite.

## L’attaque de Québec (16 - 24 octobre 1690)

### Préparation et manœuvres françaises d’intoxication

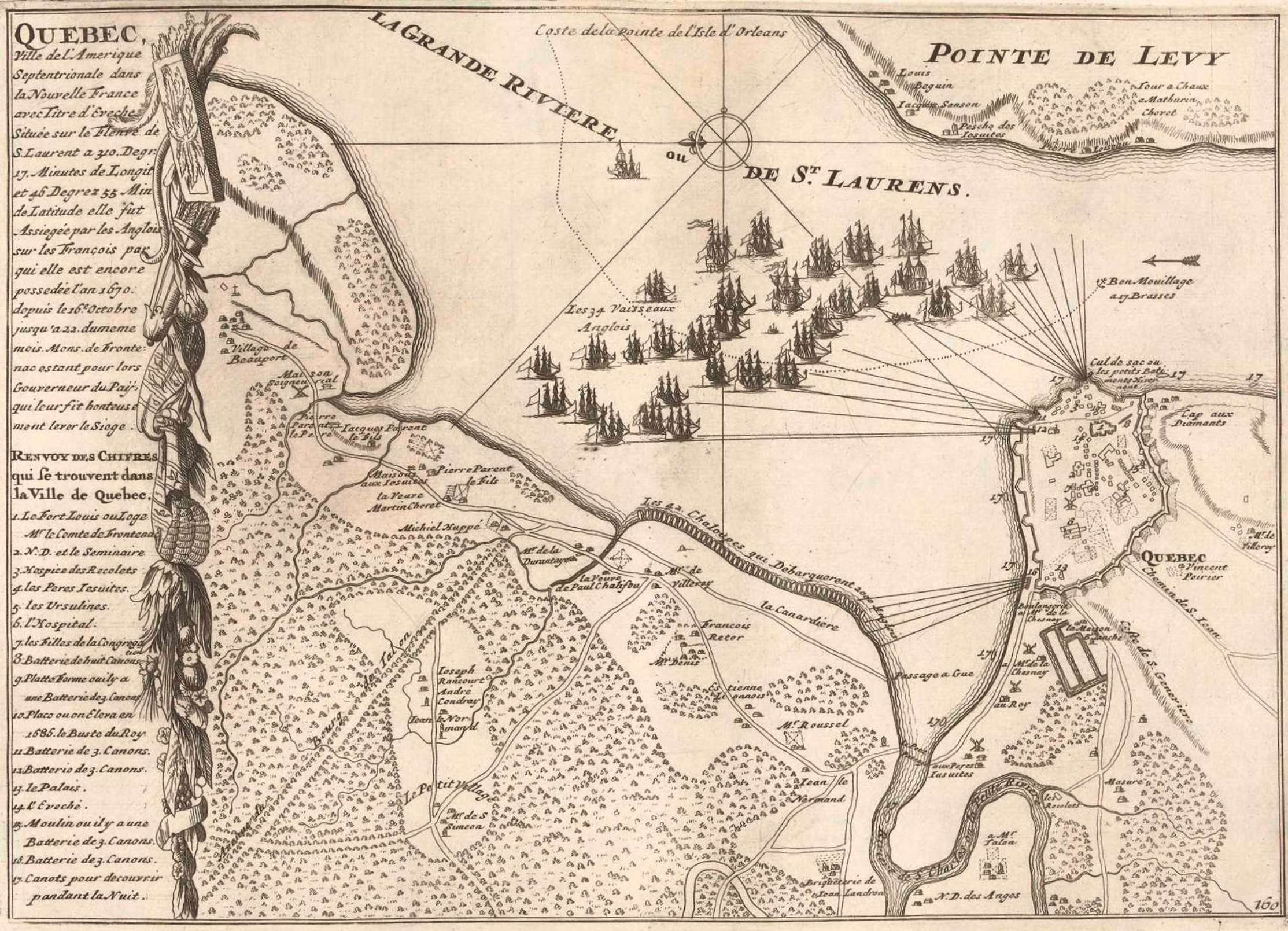
Plan du siège de Québec (1690).

Les bâtiments de Phips jettent l’ancre devant la ville. La prise facile des établissements de l’Acadie a donné grande confiance aux assaillants. Phips et son état-major sont convaincus que les Français « lâches et mous » ne font pas le poids et vont céder rapidement. Les Alliés autochtones, très bien renseignés, ont déjà averti depuis plusieurs jours Frontenac que « les Anglois se vantent qu’ils le prendront aussi facilement qu’ils ont pris le Port-Royal ». Ils ont aussi en mémoire le fait que la ville a déjà été prise assez rapidement en 1629 avec une poignée d’hommes et de vaisseaux. 
Québec, pourtant, n’est plus la même qu’en 1629. Sa population a progressé (sans doute 2 000 habitants en 1690) et les fortifications ont été développées : elles s’étendent depuis la rivière Saint-Charles jusque sur le cap aux Diamants. La ville basse, commerçante et artisanale, est défendue par une palissade et deux batteries équipées de canons lourds. Ajoutée à cela, une ligne de remblais ponctués de onze redoutes couvre le côté ouest de la ville. La ville haute, à 120 mètres au-dessus du fleuve, n’est accessible que par un chemin escarpé. Dominée par les établissements religieux et le fort du gouverneur, elle est protégée par un mur de pierre équipée d’une batterie de huit canons. La population, en alerte, dresse des barricades dans les rues et sur le chemin qui sépare les deux parties de la ville. Cependant, « l’on se fondoit plus sur la résolution que l’on avoit de se bien défendre que sur la bonté (solidité) des fortifications ». 
Frontenac arrive de Montréal deux jours avant que ne paraissent les navires de Phips. Il apporte avec lui un renfort de 300 hommes qui donne bon moral à la population : « les habitants, qui naturellement sont guerriers, crurent être à l’abri de tout incident quand ils eurent leur général ». Les colons, qui sont astreints à une forme de service militaire pour constituer une milice, ont été rappelés des campagnes environnantes. Il y a aussi trois bataillons, quoique incomplets, de troupes plus ou moins régulières, soit à peu près 3 000 hommes. Les violences anticatholiques des envahisseurs galvanisent aussi la résistance des Canadiens. Quelques semaines auparavant, la flotte de Phips s’est emparée de l’île Percée, en entrant dans le Saint-Laurent. Comme à Port-Royal au printemps, les troupes de débarquement y ont saccagé puis brûlé l’église en s’y livrant à des parodies alcoolisées du culte romain. La nouvelle, lorsqu’elle est connue à Québec, provoque une vive émotion et pousse aussi le clergé à prendre les armes. En aval de la cité, le curé de Francheville fait le coup de feu à la tête de ses ouailles. Dès que les chaloupes anglaises serrent la rive nord, une fusillade nourrie s’abat sur eux. Monseigneur de Montmorency-Laval, évêque honoraire de Québec, fait armer ses 40 séminaristes. On tire du couvent des Ursulines le tableau de la Sainte Famille et on le hisse au sommet du clocher de la cathédrale pour solliciter la protection du Ciel et narguer les assaillants. 
Au matin du 16 octobre, vers les dix heures, une chaloupe portant pavillon parlementaire se détache de la flotte de Nouvelle-Angleterre. Elle porte un officier, le major Thomas Savage, avec une missive pour Frontenac. Les Français le font monter dans un canot et lui bandent les yeux pour qu’il ne puisse pas observer l’état réel de la ville. Une fois à terre, commence une véritable opération d’intoxication destinée à lui faire croire que Québec est fortement peuplée et farouchement défendue. Deux sergents lui font emprunter des sentiers impraticables et escalader les barricades. Puis, pour le convaincre que la ville regorge de défenseurs, de surcroît nullement impressionnés par la présence de tous ces navires ennemis sur les eaux du Saint-Laurent, quelques habitants rient, crient, courent autour de l'émissaire et se rangent comme si une foule compacte ferme le passage. Enfin, pour s'assurer que l'effet désiré soit bien obtenu, une douzaine d'hommes, passant et repassant autour de lui, le pressent et le bousculent tout au long du trajet. 

Lorsque l'envoyé britannique l'invite à se rendre, Frontenac lui répond : 

« Je ne vous ferai pas attendre une heure. Je ne connais pas le roi Guillaume, usurpateur qui a violé les droits les plus sacrés du sang en voulant détrôner Jacques II, son beau-père. Quant à votre général, qu'il sache que je n'ai point de réponse à lui faire que par la bouche de mes canons et à coups de fusils ; qu'il apprenne que ce n'est pas de la sorte qu'on traite un homme tel que moi et, quand bien même je voudrais me rendre, tous ces braves officiers que vous voyez n'y consentiraient jamais »

### L'engagement

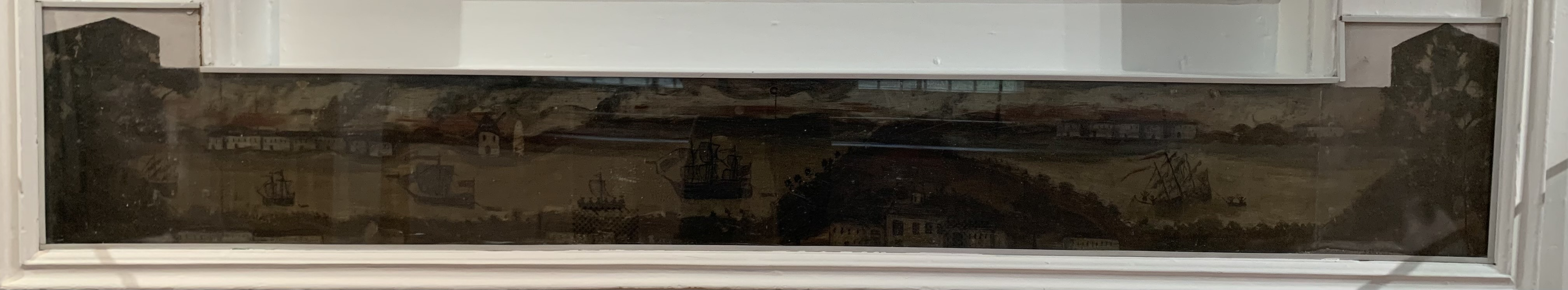
Seule peinture de la bataille de Québec de 1690 réalisée par un témoin oculaire des événements. Attribuée à sœur Marie-Madeleine Maufils de Saint-Louis, l'œuvre se retrouve au Monastère des Augustines de l'Hôtel-Dieu du Précieux-Sang de Québec.

Menée par Sir William Phips, l'armée d'invasion débarqua à Beauport mais fut finalement repoussée par les tirs des canons du comte de Frontenac venant du haut de la falaise. Nul besoin de faire appel aux troupes régulières; c'est la milice canadienne commandée par le capitaine Séraphin Margane de Lavaltrie qui mène le combat. Le héros de la bataille est un Canadien de naissance, le sieur de Sainte-Hélène, l’un des célèbres frères Le Moyne. 
Les troupes de Phips furent aussi repoussées à la Pointe-Lévy.
Le contingent colonial britannique se retira après un combat vicieux avec les forces coloniales françaises et leurs alliés autochtones.

## La retraite
Dès que les troupes arrivèrent sur leurs vaisseaux, la flotte d'invasion se retira à son tour. La rumeur voudrait que lorsque Phips ordonna à ses vaisseaux de bombarder la ville une nouvelle fois, les canons de Québec répondirent, détruisant l'étendard britannique flottant sur le navire.
Les navires britanniques jetèrent l'ancre plus bas sur le fleuve Saint-Laurent. Au cours de leur retraite, les orages successifs coulèrent quatre navires et la variole se propagea sur les vaisseaux restants. Même si les Britanniques n'ont perdu que trente hommes au cours de la bataille contre les Français, les aléas qu'ils subirent par la suite leur en ont fait perdre mille de plus.
Au moins quatre navires de la flotte de Phips ne reviendront jamais à Boston : le Mary, le Mary Ann, le Hannah and Mary et le Elizabeth and Mary. L'épave du Elizabeth and Mary, retrouvée en 1994 à l'Anse aux Bouleaux, près du village de Baie-Trinité sur la Côte-Nord, a fait l'objet de fouilles archéologiques de 1995 à 1997.

## Sources
: document utilisé comme source pour la rédaction de cet article.
Ouvrages en français
- Michel Vergé-Franceschi (dir.), Dictionnaire d'Histoire maritime, éditions Robert Laffont, coll. « Bouquins », 2002, 1508 p. (ISBN 2-221-08751-8 et 2-221-09744-0).
- Rémi Monaque, Une histoire de la marine de guerre française, Paris, éditions Perrin, 2016, 526 p. (ISBN 978-2-262-03715-4).
- Jean Meyer et Martine Acerra, Histoire de la marine française : des origines à nos jours, Rennes, Ouest-France, 1994, 427 p. [détail de l’édition] (ISBN 2-7373-1129-2, BNF 35734655)
- Patrick Villiers, Jean-Pierre Duteil et Robert Muchembled (dir.), L'Europe, la mer et les colonies : XVIIe – XVIIIe siècle, Paris, Hachette supérieur, coll. « Carré histoire », 1997, 255 p. (ISBN 2-01-145196-5)
- Patrick Villiers, La France sur mer : De Louis XIII à Napoléon Ier, Paris, Fayard, coll. « Pluriel », 2015, 286 p. (ISBN 978-2-8185-0437-6)
- Lucien Bély, Les relations internationales en Europe au XVIIe – XVIIIe siècle, Paris, Presses universitaires de France, coll. « Thémis », 1992, 731 p. (ISBN 2-13-044355-9)
- Lucien Bély (dir.), Dictionnaire Louis XIV, Paris, éditions Robert Laffont, coll. « Bouquins », 2015, 1405 p. (ISBN 978-2-221-12482-6).
- Nicolas Siméon, Louis XIV et la mer, Paris, Édition Conti, 2007, 121 p. (ISBN 978-2-286-03157-2)
- François Bluche, Louis XIV, Paris, éditions Fayard, réédition collection Pluriel, 1986, 1039 p. (ISBN 2-01-013174-6)
- Jean-Christian Petitfils, Louis XIV, Paris, éditions Perrin, 1995, 775 p. (ISBN 2-262-00871-X)
- W. J. Eccles, Dictionnaire biographique du Canada : Louis de Buade, comte de Frontenac et de Palluau, vol. 1, Canada, Université Laval/University of Toronto, 2003 (1re éd. 1966) (lire en ligne).
- John A. Lynn (trad. de l'anglais), Les Guerres de Louis XIV, Paris, éditions Perrin, coll. « Tempus », 2014, 561 p. (ISBN 978-2-262-04755-9).
- Goodspeed (Rédigé par le lieutenant-colonel D. J. Goodspeed, C.D., DIRECTION DES SERVICES HISTORIQUES, QUARTIER GÉNÉRAL DES FORCES CANADIENNES, OTTAWA), LES  FORCES ARMÉES  DU CANADA,  1867-1967, 1967 (lire en ligne).
- Claude-Charles Bacqueville de la Potherie, Histoire de l’Amérique septentrionale, tome 3, Paris, 1722, 310 p. (lire en ligne).
- Charles La Roncière, Une épopée canadienne, Paris, La Renaissance du livre, coll. « La Grande Légende de la mer », 1930, 255 p..
- Charles La Roncière, Histoire de la Marine française : Le crépuscule du Grand règne, l’apogée de la Guerre de Course, t. 6, Paris, Plon, 1932, 674 p. (lire en ligne).
- J.-Edmond Roy, Histoire de la Seigneurie de Lauzon, vol. 1, 1984 (1re éd. 1897), 495 p.

Ouvrages en anglais
- (en) Francis Parkman, France and England in North America, vol. 2, New York, Literary Classics of America, Inc, 1983
- (en) Emerson W. Baker et John G. Reid, The New England Knight : Sir William Phips, 1651–1695, Toronto, University of Toronto Press, 1998, 359 p. (ISBN 978-0-8020-0925-8, OCLC 222435560)
- (en) Alice Lounsberry, Sir William Phips, New York, Charles Scribner's Sons, 1941 (OCLC 3040370).
- (en) René Chartrand, French Fortresses in North America 1535–1763 : Quebec, Montreal, Louisbourg and New Orleans (Fortress 27), Osprey Publishing, 20 mars 2005 (ISBN 978-1-84176-714-7).
- (en) W. J. Eccles, Canada Under Louis XIV, Toronto, MacMillan and Stewart, 1964 (ISBN 978-0-19-690267-8).
- (en) Charles William Colby, The Fighting Governor : A Chronicle of Frontenac, Hayes Barton Press, 1922, 167 p. (lire en ligne)
- (en) Walter Kendall Watkins, Soldiers in the Expedition to Canada in 1690, Boston, Society of Colonial Wars in the Commonwealth of Massachusetts, 1898.
- (en) John Stetson Barry, The History of Massachusetts : The Provincial Period, Boston, Henry Barry, 1856